# 사카노우에역
사카노우에역(일본어: 坂之上駅)은 일본 가고시마현 가고시마시에 위치한 규슈 여객철도 소속 철도역이며, 이부스키마쿠라자키 선의 정차역이다.

## 역 구조
단식 승강장 1면 1선의 설비를 가지는 지상역이며, 규슈 교통 기획이 역 업무를 실시하는 업무 위탁역이므로, POS 단말기가 설치되어 있다.

## 역 주변
- 가고시마 국제대학 단기대학 부
- NTT 니시니혼 사택
- 히카리야마 공원

## 인접 역
| 이부스키마쿠라자키 선     | 이부스키마쿠라자키 선 | 이부스키마쿠라자키 선  |
| ------------------------- | --------------------- | ---------------------- |
| 지겐지 가고시마 중앙 방면 | ■ 쾌속 "나노하나"     | 기이레 야마카와 방면   |
| 지겐지 가고시마 중앙 방면 | ■ 보통                | 고이노 마쿠라자키 방면 |